# Colby Cave
Colby Cave (North Battleford, 26 dicembre 1994 – Toronto, 11 aprile 2020) è stato un hockeista su ghiaccio canadese.
Di ruolo centro, in carriera ha giocato per Boston Bruins ed Edmonton Oilers, raccogliendo 63 presenze in NHL. Sono oltre 300 le presenze in American Hockey League con Providence Bruins e Bakersfield Condors.

## Biografia
Cave è nato a North Battleford, nella provincia di Saskatchewan, ma è cresciuto a Battleford, dove ha iniziato per la prima volta a giocare ad hockey su ghiaccio nella squadra locale Saskatchewan Midget AAA Hockey League dal 2009 al 2011. In quello stesso periodo è stato arruolato nel livello Junior nei WHL Bantam Draft. I suoi diritti furono successivamente ceduti alla Kootenay alla Swift Current Broncos nel 2011.
Nel 2015 firma un contratto triennale con i Boston Bruins. Spese i primi anni della sua carriera giocando con i Providence Bruins.
Il 7 aprile del 2020 era stato operato al cervello per la rimozione di un tumore, una cisti colloide, che gli aveva causato una emorragia cerebrale nel corso della notte precedente. Morirà il successivo 11 aprile.